# Marco Damilano
Pour les articles homonymes, voir Damilano.
Marco Damilano (né le 25 octobre 1968 à Rome) est un journaliste italien, qui a été directeur de L'Espresso
du 25 octobre 2017 au 4 mars 2022.